# 敦布勒維察鄉 (蒂米什縣)

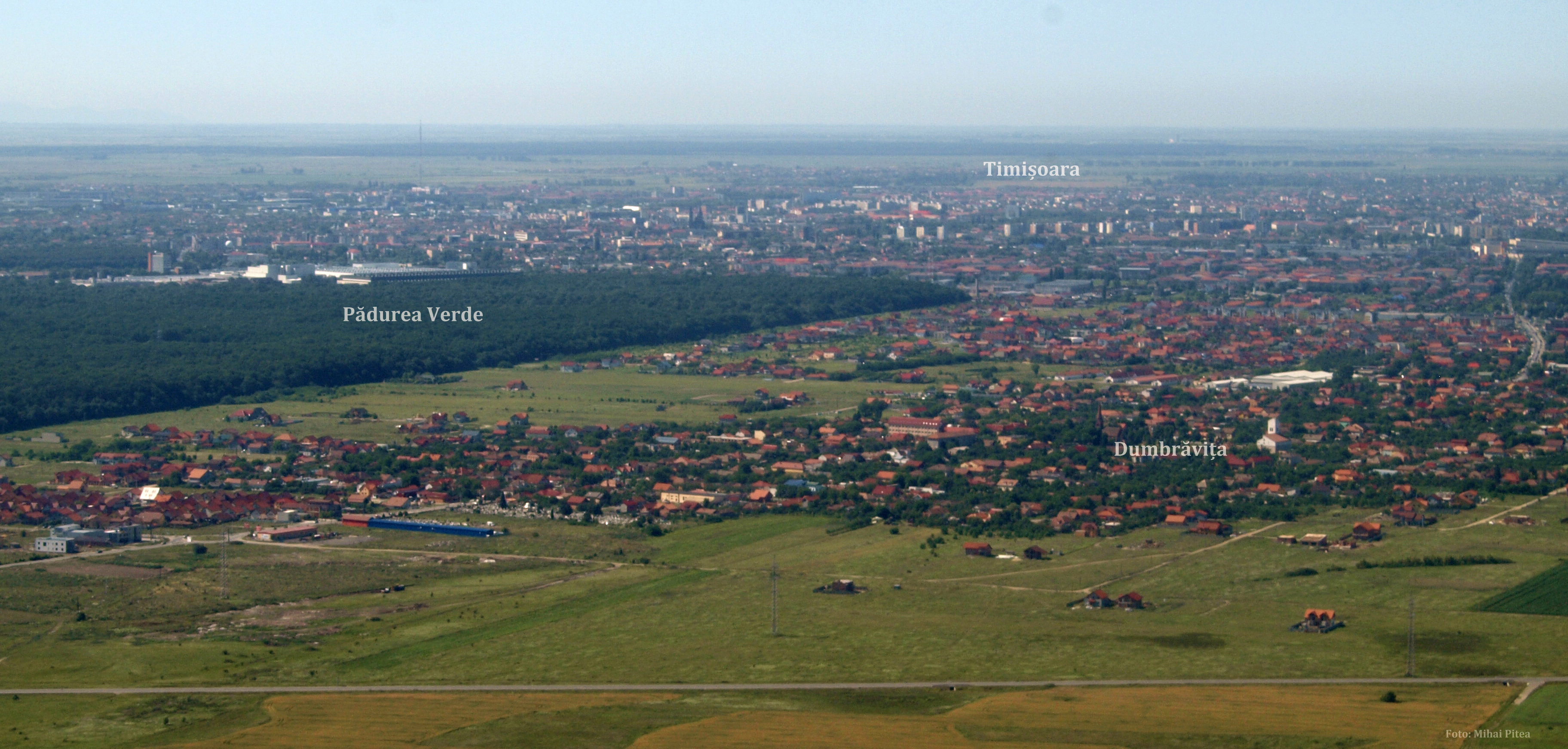

45°48′N 21°15′E / 45.800°N 21.250°E
敦布勒維察鄉（羅馬尼亞語：Dumbrăvița, Timiș），是羅馬尼亞的鄉份，位於該國西部，由蒂米什縣負責管轄，面積22平方公里，海拔高度100米，2002年人口3,221，人口密度每平方公里145人。